# Kleinschönau (Gemeinde Zwettl-Niederösterreich)
Kleinschönau ist eine Ortschaft in Niederösterreich und seit 1970 eine Katastralgemeinde der Stadtgemeinde Zwettl-Niederösterreich. Am 1. Jänner 2024 hatte die Ortschaft 113 Einwohner auf einer Fläche von 4,23 km². Bis Ende 1967 war Kleinschönau eine eigenständige Gemeinde.

## Geographie
Kleinschönau liegt in einer Entfernung von etwa sechs Kilometern Luftlinie südöstlich des Stadtzentrums von Zwettl und ist durch den Postbus mit dem österreichischen Überlandbusnetz verbunden.
Die Katastralgemeinde grenzt nördlich an die Katastralgemeinde Kleehof, östlich an Eschabruck, südlich an Sprögnitz, im Südwesten an Rohrenreith, westlich an Ratschenhof und im Nordwesten an Rudmanns.

## Geschichte
Kleinschönau wurde am 10. November 1208 als Schoneawwe in einer Schenkungsurkunde zum ersten Mal erwähnt. Der Name bedeutet „Die schöne Au“. Der Ort bestand bereits vor seiner Erstnennung, das Gründungsdatum ist aber unbekannt.
Die Ortskapelle wurde um 1830 errichtet und gehört zur Pfarre Stift Zwettl. Im Jahr 2006 erfolgte eine umfangreiche Sanierung durch freiwillige Helfer der Ortsgemeinschaften Kleinschönau und Kleehof.
Kleinschönau war bis 1968 eigenständige Gemeinde und wurde per 1. Jänner 1968 mit Eschabruck nach Friedersbach eingemeindet. Seit der freiwilligen Gemeindezusammenlegung im Jahre 1970 gehört Kleinschönau zur Stadtgemeinde Zwettl.